# Histoire de la Thaïlande pendant la Seconde Guerre mondiale
L'histoire de la Thaïlande pendant la Seconde Guerre mondiale débute lors de l'invasion japonaise de la Thaïlande (alors officiellement neutre) le 8 décembre 1941, invasion qui conduisit à un traité d'armistice et d'alliance militaire entre la Thaïlande et l'empire du Japon à la mi-décembre 1941. 
Au début de la guerre du Pacifique, l'empire du Japon fait pression sur le gouvernement thaï pour permettre le passage des troupes japonaises pour envahir la Malaisie et la Birmanie sous contrôle britannique. Le gouvernement thaïlandais de Plaek Phibunsongkhram (connu simplement sous le nom de Phibun) estime qu'il est rentable de coopérer avec les efforts de guerre japonais, qui après avoir perdu une partie des territoires indochinois (au Laos, au Cambodge et au Myanmar) lors de la guerre franco-thaïlandaise, voit l'empire du Japon comme un futur allié pour ses projets de reconquête et la lutte contre l'impérialisme occidental. La Thaïlande, désormais alignée sur l'Axe, déclare la guerre au Royaume-Uni et aux États-Unis et aux territoires annexés dans les pays voisins, s'étendant au nord, au sud et à l'est, gagnant une frontière avec la Chine près de Kengtung.
Désormais allié de l'empire du Japon, la Thaïlande parvient à conserver le contrôle de ses forces armées et de ses affaires intérieures. La politique japonaise sur la Thaïlande différait de leur relation avec l'État fantoche du Mandchoukouo. Le Japon envisageait des relations bilatérales similaires à celles entre l'Allemagne nazie et la Finlande, la Bulgarie et la Roumanie. Cependant, à l'époque, la Thaïlande était qualifiée par les Japonais et les Alliés d'« Italie de l'Asie »,.
Pendant ce temps, le gouvernement thaïlandais s'était scindé en deux factions : le régime de Phibun et les Forces thaïlandaises libres, un mouvement de résistance pro-allié bien organisé qui comptait finalement environ 90 000 guérilleros thaïlandais, soutenu par des représentants du gouvernement alliés au régent Pridi Banomyong. Le mouvement était actif à partir de 1942, résistant au régime de Phibun et aux Japonais. Les partisans ont fourni des services d'espionnage aux Alliés, mené des activités de sabotage et contribué à la chute de Phibun en 1944. Après la guerre, la Thaïlande a rendu les territoires annexés, mais ces résistants à l'occupation japonaise éviteront à la Thaïlande d'être classée parmi les « vaincus » à l'issue de la Seconde Guerre mondiale.
La Thaïlande compte environ 5 569 morts militaires pendant la guerre, presque entièrement à cause de la maladie. Les morts au combat comprennent 150 hommes dans les États Shan, 180 le 8 décembre 1941 (jour de la brève invasion japonaise et de l'assaut britannique raté sur la corniche) et 100 pendant la brève guerre franco-thaïlandaise,.

## Contexte

### Dictature militaire

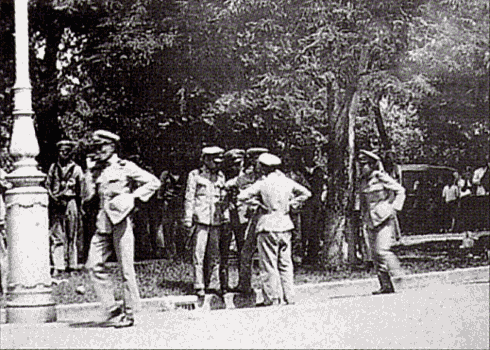
Soldats de l'armée royale siamoise en attente d'ordres au Royal Plaza de Bangkok le 24 juin 1932.

Après la coup d'État du 24 juin 1932 au Siam, l'armée thaïlandaise dirigée par le général de division Plaek Phibunsongkhram en tant que ministre de la Défense, et les civils libéraux dirigés par Pridi Banomyong en tant que ministre des affaires étrangères, ont travaillé ensemble harmonieusement pendant plusieurs années, mais lorsque Phibun est devenu premier ministre en décembre 1938, cette coopération s'est effondrée et la domination militaire est devenue plus manifeste. Son régime a rapidement développé certaines caractéristiques fascistes. Au début de 1939, quarante opposants politiques, à la fois monarchistes et démocrates, ont été arrêtés et, après des procès truqués, dix-huit ont été exécutés, les premières exécutions politiques au Siam en plus d'un siècle. Beaucoup d'autres, parmi lesquels le prince Damrong et Phraya Songsuradej, ont été exilés. Phibun a lancé une campagne démagogique contre la classe affaires chinoise. Les écoles et les journaux chinois ont été fermés et les taxes sur les entreprises chinoises ont augmenté.
Phibun et Luang Wichitwathakan, le porte-parole idéologique du gouvernement, ont copié les techniques de propagande utilisées par Hitler et Mussolini pour développer le culte du leader. Conscients du pouvoir des médias de masse, ils ont utilisé le monopole du gouvernement sur la radiodiffusion pour façonner le soutien populaire au régime. Des slogans populaires du gouvernement étaient constamment diffusés à la radio et collés sur les journaux et les panneaux d'affichage. La photo de Phibun était également visible partout dans la société, tandis que les portraits de l'ex-monarque, le roi Prajadhipok, critique ouvertement du régime autocratique, étaient interdits. Dans le même temps, Phibun a adopté un certain nombre de lois autoritaires  donnant au gouvernement le pouvoir d'arrestations presque illimitées et de censure complète de la presse. Pendant la Seconde Guerre mondiale, les journaux ont reçu pour instruction de n'imprimer que les bonnes nouvelles émanant de sources de l'Axe, tandis que les commentaires sarcastiques sur la situation interne ont été interdits.
Le 23 juin 1939, Phibun change le nom du pays de Siam en thaï (thaï: ไทย), ou en Thaïlande, censé signifier "la terre des libres". Celle-ci était dirigée contre la diversité ethnique du pays (malaise, chinoise, lao, shan, etc.) et se fonde sur l'idée d'une « race thaïlandaise », un nationalisme pan-thaï dont la politique est l'intégration des Shan, les Lao et d'autres peuples Tai, tels que le Vietnam, la Birmanie et le sud de la Chine, devenant un « grand royaume de Thaïlande » (thaï : มหาอาณาจักรไทย).
La modernisation était également un thème important du nouveau nationalisme thaïlandais de Phibun. De 1939 à 1942, il a émis un ensemble de douze mandats culturels. En plus d'exiger que tous les Thaïlandais saluent le drapeau, chantent l'hymne national et parlent la langue nationale, les mandats ont également encouragé les Thaïlandais à travailler dur, à rester informés de l'actualité et à s'habiller à l'occidentale. Les mandats ont fait abolir les représentations de musique, de danse, de théâtre et de culture thaïlandaises traditionnelles et ont été transformées dans un style occidental.
Pendant ce temps, tous les cinémas avaient pour instruction d'afficher l'image de Phibun à la fin de chaque représentation comme s'il s'agissait du portrait du roi, et le public devait se lever et s'incliner. Phibun s'est aussi appelé Than phu nam (thaï : ท่านผู้นำ) (« le leader »), dans le but de créer un culte de la personnalité.

## Invasion thaïlandaise de l'Indochine française (1940-1941)
Au début de la Seconde Guerre mondiale, Plaek Phibunsongkhram partageait beaucoup de l'admiration de ses compatriotes pour le fascisme et le rythme rapide du développement national qu'il semblait permettre. Par conséquent, Phibun a cultivé et intensifié le militarisme et le nationalisme tout en construisant simultanément un culte de la personnalité en utilisant des techniques de propagande modernes.

Le Premier ministre Plaek Phibunsongkhram inspectant les troupes pendant la guerre franco-thaïlandaise.

Le régime a également ravivé les revendications irrédentistes, attisant le sentiment anti-français et soutenant la restauration des anciens territoires thaïlandais au Cambodge et au Laos. Cherchant un soutien contre la France, Phibun a cultivé des relations plus étroites avec le Japon. Face à l'opposition américaine et à l'hésitation britannique, la Thaïlande s'est tournée vers le Japon pour l'aider dans la confrontation avec l'Indochine française. Bien que les Thaïlandais fussent unis dans leur revendication du retour des provinces perdues, l'enthousiasme de Phibun pour les Japonais était nettement plus grand que celui de Pridi Banomyong, et de nombreux vieux conservateurs considéraient également avec appréhension le cours de la politique étrangère du Premier ministre.

### Guerre franco-thaïlandaise (1940-1941)
En octobre 1940, la guerre franco-thaïlandaise éclate. La guerre était une bataille sporadique entre les forces thaïlandaises et françaises le long de la frontière orientale de la Thaïlande et a abouti à une invasion du Laos et du Cambodge en janvier 1941. Les forces armées royales thaïlandaises ont réussi à occuper les territoires contestés de l'Indochine française, les Français remportant leur seule victoire notable en mer à la bataille de Ko Chang.
Le Japon a usé de son influence auprès de la France vichyste pour obtenir des concessions pour la Thaïlande. En conséquence, la France accepte en mars 1941 de céder 54 000 kilomètres carrés de territoire laotien à l'ouest du Mékong et la majeure partie de la province cambodgienne de Battambang à la Thaïlande, ce qui rétablit le nom d'origine de la province de Phra Tabong. La récupération de ce territoire perdu et la victoire apparente du régime sur une puissance coloniale européenne ont grandement amélioré la réputation de Phibun.
Parce que le Japon voulait maintenir à la fois sa relation avec le régime de Vichy et le statu quo, les vrais bénéficiaires du conflit étaient les Japonais. Ceux-ci purent étendre leur influence à la fois en Thaïlande et en Indochine. L'intention japonaise était d'utiliser la Thaïlande et l'Indochine comme base militaire pour envahir la Birmanie et la Malaisie à l'avenir.
Les Thaïlandais ont été contraints d'accepter seulement un quart du territoire qu'ils avaient perdu aux Français, en plus d'avoir à leur payer six millions de piastres en concession. Les relations entre le Japon et la Thaïlande ont ensuite été soulignées alors qu'un Phibun déçu s'est mis à courtiser les Britanniques et les Américains dans l'espoir de conjurer ce qu'il considérait comme une invasion japonaise imminente,.

## Adoption de la neutralité
Après la guerre franco-thaïlandaise, Phibun signa un compromis avec Pridi et le gouvernement thaïlandais afin d'adopter une politique de neutralité. Pridi lui-même parraina la production d'un film dramatique historique thaïlandais, The King of the White Elephant. Le film porta une propagande un message des intérêts anti-guerre en Thaïlande : le pays devrait rester neutre, n'allant à la guerre que pour défendre sa souveraineté contre les envahisseurs étrangers.

## La guerre aux portes de la Thaïlande

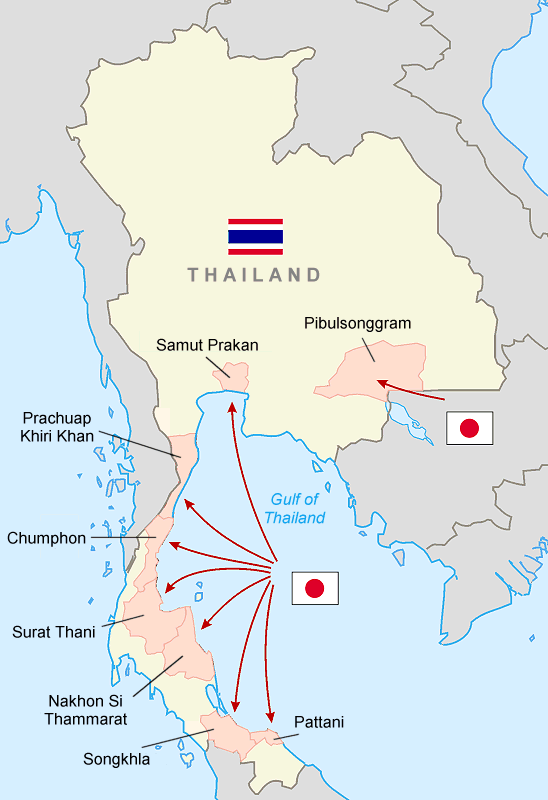
Carte de l'invasion de la Thaïlande, le 8 décembre 1941.

Phibun et le gouvernement thaïlandais hésitaient encore à rejoindre les Alliés ou les Japonais. Le 7 décembre à 23 heures, les Japonais ont présenté au gouvernement thaïlandais un ultimatum pour permettre à l'armée japonaise d'entrer en Thaïlande. Les Thaïlandais ont eu deux heures pour répondre, mais le gouvernement n'a émis aucun communiqué.
Le 8 décembre 1941, le Japon envahit la Thaïlande,  celle-ci ayant tardé à donner l'autorisation de traverser son territoire.  Après plusieurs heures de combats entre les troupes thaïlandaises et japonaises, un cessez-le-feu est décrété le même jour ; le pays accéda aux demandes de passage à travers le pays pour permettre aux forces japonaises d'envahir la Birmanie et la Malaisie. Phibun assura tant bien que mal au pays que l'action japonaise avait été pré-arrangée avec un gouvernement thaïlandais sympathique.
La Thaïlande déclara la guerre au Royaume-Uni et aux États-Unis le 25 janvier 1942.

## Alliance militaire avec le Japon (1941-1945)

### La guerre en Malaisie
Constatant l'avance foudroyante des Japonais dans la bataille de Malaisie, le gouvernement thaïlandais oublie ses réticences et s'allie avec l'empire du Japon. La police royale thaïlandaise résiste aux forces du Commonwealth britannique envahissant le sud de la Thaïlande en décembre 1941 lors de la bataille de The Ledge, à la suite de l'invasion japonaise de la Malaisie. La Thaïlande est récompensée pour la coopération étroite de Phibun avec le Japon pendant les premières années de la guerre avec le retour de nouveaux territoires qui étaient autrefois sous le contrôle de Bangkok, à savoir les quatre États malais les plus septentrionaux après la campagne malaise.

### Chemin de fer birman
Le 21 décembre 1941, un pacte d'alliance offensive-défensive mutuelle entre les deux pays est signé. L'accord, révisé le 30 décembre, donne aux Japonais un accès complet à l'armement thaïlandais et aux chemins de fer, routes, aérodromes, bases navales, entrepôts, systèmes de communication et casernes thaïlandais. Pour promouvoir d'une plus grande coopération militaire et économique, Pridi est démis du cabinet et offre un siège au Conseil de régence politiquement impuissant du roi absent, qu'il acceptera par la suite. Le Japon a quant à lui stationné 150 000 soldats sur le sol thaïlandais et construit la tristement célèbre ligne de chemin de fer de Birmanie à travers la Thaïlande en utilisant des ouvriers asiatiques et des prisonniers de guerre alliés, dont beaucoup mourront lors de la construction.

### Bombardement allié de la Thaïlande
L'empire du Japon utilisant le pays comme zone de transit pour ses invasions de la Malaisie et de la Birmanie, les avions alliés débutèrent des bombardements sur la capitale thaïlandaise de Bangkok. Avec cette pression supplémentaire, le gouvernement de Phibun décida de déclarer la guerre aux Alliés.

### Contraste de la politique thaïlandaise et japonaise
Le gouvernement thaïlandais déclare la guerre au Royaume-Uni et aux États-Unis le 25 janvier 1942confirmant ainsi son entrée dans les forces de l'Axe. Phibun, inspiré par l'opération militaire japonaise en Malaisie et en Chine, estime que si les Japonais gagne la guerre, la Thaïlande peut acquérir quelques territoires en plus. Il tente ainsi de réaccoutumer la « grande politique du royaume de Thaïlande », mais se heurte aux Japonais qui appliquent dès le début de l’expansionnisme leur sphère de coprospérité de la Grande Asie orientale en intégrant le territoire thaï sans se soucier des projets de leurs alliés. Les Thaïlandais, qui détestaient l'idée d'être traités au même niveau que les deux régimes fantoches japonais (régime Mandchoukouo et Wang Jingwei) tentèrent de résister, sans succès.
Le ressentiment thaïlandais sur cette question durera tout au long de la guerre, qui conduira au refus d'assister à la Conférence de la grande Asie orientale l'année suivante.
Bien que l'ambassadeur de Thaïlande à Londres ait remis la déclaration de guerre de Phibun au gouvernement britannique, l'ambassadeur de Thaïlande à Washington DC, Seni Pramot, refusa d'exécuter cette démarche. En conséquence, les États-Unis ne déclarèrent pas la guerre à la Thaïlande. Avec l'aide américaine, Seni, un aristocrate conservateur aux références anti-japonaises bien établies, organisa les Forces thaïlandaises libres aux États-Unis, recrutant des étudiants thaïlandais pour travailler avec l'US Office of Strategic Services (OSS). Seni put y parvenir car le département d'État lui permettait de continuer à représenter la Thaïlande, pouvant ainsi puiser dans les avoirs thaïlandais gelés par les États-Unis.

### La guerre en Birmanie
En plus de la conquête japonaise de la Birmanie, l'armée thaïlandaise Phayap a été autorisée à envahir la partie des États Shan et des États Karenni de Birmanie qui a été annexée sous le nom de Saharat Thai Doem,.

### Inondations de Bangkok (1942) et crise économique
En septembre 1942, il y eut une longue saison des pluies dans les régions du nord, du nord-est et du centre de la Thaïlande, provoquant de grandes inondations dans de nombreuses provinces, dont Bangkok. Dans la capitale, les inondations majeures ont engendrées de nombreux dommages sur les infrastructures de la ville pendant trois mois.
Avec les inondations, de nombreuses zones agricoles ont été inondées, en particulier les rizières, causant une grave pénurie de riz. Le gouvernement thaïlandais encouragea la population à manger des nouilles à la place. Le « Phat thai », fameux plat désormais célèbre, a également été introduit à cette époque.
Bien que la majorité des Thaïlandais aient été initialement « intoxiqués » par la série de brillantes victoires du Japon au début de 1942 jusqu'à la fin de l'année, le ressentiment était généralisé en raison du comportement arrogant des Japonais et des privations provoquées par la guerre. Même pendant les premières étapes de la guerre, des frictions perduraient sur des interrogations telles que la confiscation des biens alliés et des questions économiques et monétaires, ainsi que sur le traitement de la communauté ethnique chinoise de Thaïlande.
Un concours vicieux pour les scieries et les forêts de teck appartenant à des sociétés britanniques a éclaté très tôt, suivi de différends similaires sur le contrôle de l'énergie ennemie et des installations de transport dans le pays. Cependant, d'autres problèmes persistèrent. Pendant un certain temps, l'Allemagne continua à acheter activement des produits thaïlandais, mais à la suite de nombreuses difficultés d'importations, le Japon devint le seul partenaire commercial important de la Thaïlande. De même, la Thaïlande dût compter sur les Japonais pour les biens de consommation précédemment importés d'Europe et des États-Unis, que le Japon était de plus en plus incapable de fournir à mesure que la guerre avançait. Une pénurie de produits de base se développa rapidement, avec une flambée de l'inflation et une baisse du niveau de vie. Pire encore, les Japonais avaient revendiqué de manière agressive le droit d'importer des marchandises en franchise de droits, réduisant considérablement les recettes du gouvernement thaïlandais.

### Offensive thaïlandaise en Chine
Après la prise de Rangoun par l'armée japonaise, les troupes britanniques et chinoises ont été forcées de se retirer de Birmanie. Le 9 mai 1942, l'armée thaïlandaise Phayap franchit la frontière entre la Thaïlande et la Birmanie et engagea le corps expéditionnaire chinois. Les Thaïlandais ont capturé de nombreux soldats chinois et, en 1943, l'invasion de l'armée Phayap se dirigea vers Xishuangbanna en Chine, mais fut repoussée par la force nationaliste chinoise.
Le gouvernement thaïlandais craignait que Phibun perde de sa popularité. En conséquence, le porte-parole du gouvernement décida de mentir à son peuple. Luang Wichitwathakan annonça à tort la prise de Xishuangbanna par l'armée Phayap. La Thaïlande supervisa également une occupation militaire sur des sections importantes dans une frontière entre la Birmanie et la Chine, à l'ouest du Yunnan. Mais malgré les réalisations territoriales officielles, le soi-disant « grand royaume de Thaïlande » était un tigre de papier. Elle vacillait car son économie ne s’adaptait pas aux conditions de guerre, de catastrophe naturelle (inondations) et de bombardement de la capitale thaïlandaise par les Alliés.

### Coopération navale entre la Thaïlande et le Japon
La Marine royale thaïlandaise a engagé la société japonaise Kawasaki Shipbuilding Corporation de Kobe et Mitsubishi pour la construction de navires et de sous-marins de défense côtière.

### Regain de territoires Thaïlandais

Parties du Cambodge et du Laos annexées par la Thaïlande (1941-1946).

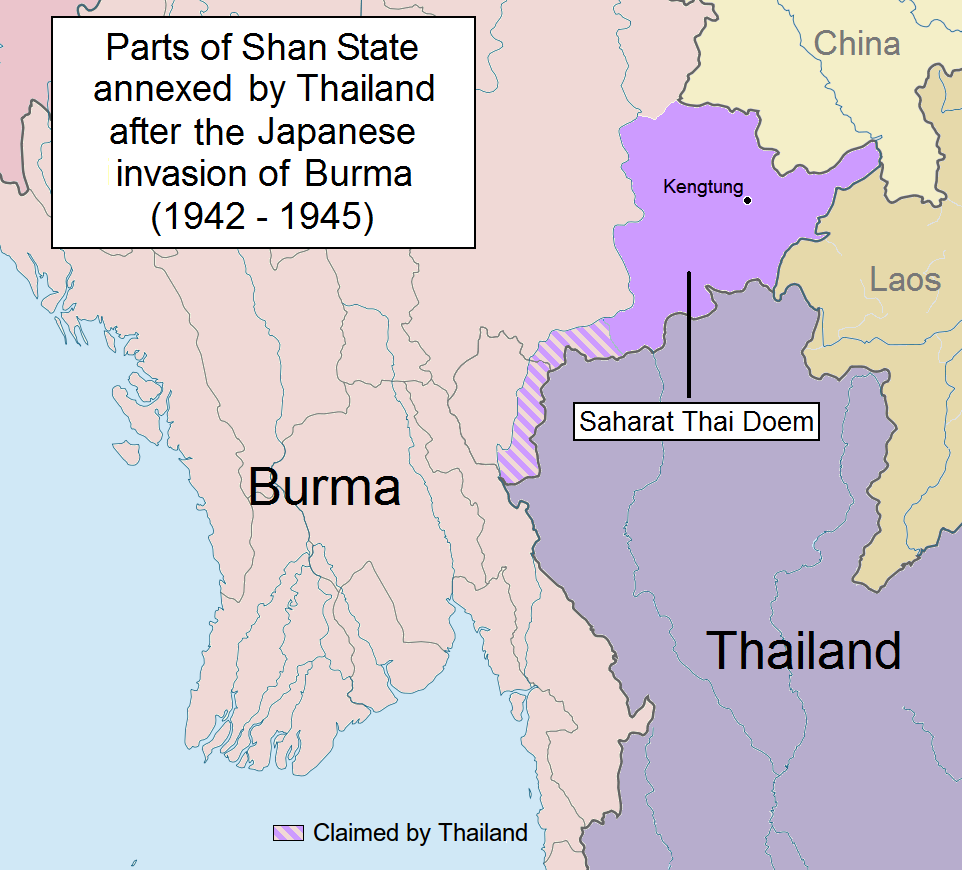
Carte du Saharat Thai Doem (1942-1945) et revendications de la Thaïlande en Birmanie britannique.

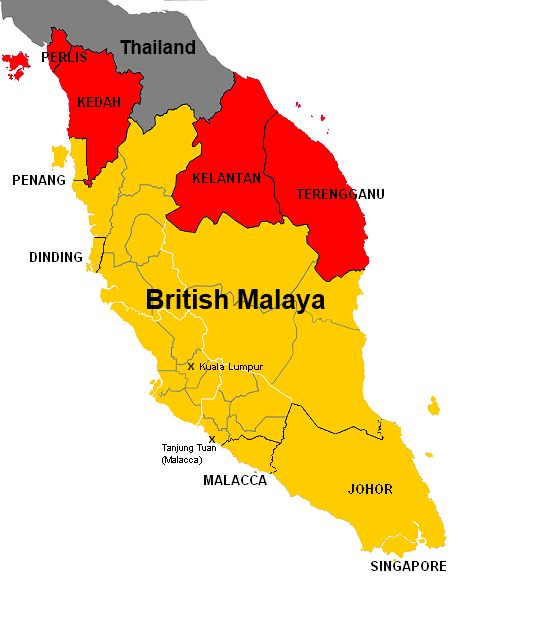
Si Rat Malai, zones de la Malaisie britannique annexées par la Thaïlande (1943-1945).

Les territoires suivants de la Birmanie, du Laos, du Cambodge et de la Malaisie ont été rendus à la Thaïlande pendant la Seconde Guerre mondiale. Tous ces territoires faisaient partie de la Thaïlande (Siam) avant que les puissances occidentales ne les séparent de l'hégémonie thaïlandaise à la fin du XIXe siècle. L'armée thaïlandaise restera dans ces territoires jusqu'à la fin de la guerre.
- Saharat Thai Doem (Birmanie), y compris le district de Mueang Phan. Il n'incluait cependant pas les deux districts de Möngmaü et Mehsakun de Mawkmai du sud des États Shan, ni une partie de Kantarawadi dans les États Karenni, tous à l'est du fleuve Salouen, qui bien que revendiqués par la Thaïlande, ont été assignés par les Japonais à leur État client, la Birmanie, en septembre 1943[18].
- Sirat Malai (Malaisie), y compris Saiburi (État de Kedah)[19].
- Province de Lan Chang (Laos)[20]
- Province de Nakhon Champassak (Laos et Cambodge)
- Province de Phra Tabong (Cambodge)
- Province de Phibunsongkhram (Cambodge)[21]

À la suite de la chute du gouvernement Phibun en août 1944, le nouveau gouvernement de Khuang Aphaiwong communiqua au gouvernement britannique qu'il renonçait à toutes les revendications des États Shan et du nord de la Malaisie, tout en cédant immédiatement les territoires à la Grande-Bretagne. Le gouvernement Churchill, renonçant à cette tentative de rapprochement, était prêt à riposter. L'armée thaïlandaise n'évacua les deux États Shan qu'en août 1945.
La Thaïlande était toujours alliée du Japon à la fin de la guerre, mais les États-Unis proposèrent une alternative. En 1946, la Thaïlande accepta de céder les territoires récupérés pendant la présence japonaise dans le pays comme prix d'admission aux Nations unies, par conséquent toutes les réclamations de guerre contre la Thaïlande furent abandonnées et le pays reçut une aide américaine substantielle. À la suite de cet événement, tous les territoires occupés par la Thaïlande retrouvèrent leur statut d'avant-guerre et redevinrent une partie des États anciennement annexés.

## Offensive alliée

### La résistance
En décembre 1942, un affrontement armé entre les troupes japonaises et les villageois et la police thaïlandais s'est transformé en une fusillade à Ratchaburi. Bien que l’incident de Ban Pong ait été résolu rapidement et pacifiquement, il a servi de « signal d’alerte ayant alerté Tokyo sur la gravité des problèmes en Thaïlande». Cela a conduit au déploiement du général Aketo Nakamura pour commander la nouvelle armée de garnison thaïlandaise. La capacité de Nakamura à comprendre la perspective thaïlandaise, combinée à sa personnalité affable, a considérablement contribué à améliorer les relations thaï-japonaises. L'autre intention japonaise était d'aider à défendre la Thaïlande, Nakamura s'attendait à pouvoir se défendre contre une éventuelle invasion des Alliés depuis la Birmanie.
Cette position plus conciliante s'est produite à un moment où la marée a commencé à se retourner contre le Japon, ce que beaucoup au sein du gouvernement thaïlandais ont reconnu. Se rendant compte que les Alliés avaient pris l'initiative de la guerre, Phibun, bien conscient de sa situation difficile, prit ses distances avec les Japonais. En janvier 1943, il demanda à deux des commandants divisionnaires de l'armée Phayap d'organiser le retour d'un groupe de prisonniers de guerre chinois comme un geste d'amitié destiné à ouvrir des négociations secrètes avec Chongqing.
Mais l'étoile du Premier ministre diminuait à un rythme beaucoup plus rapide qu'il ne l'avait pensé. Alors que les Alliés intensifiaient leurs bombardements sur Bangkok, la confiance du public en Phibun, déjà mise à l'épreuve par sa politique intérieure idiosyncratique, diminuait rapidement. Son absence fréquente de Bangkok a fait chuter le moral, tandis que la proclamation soudaine que la capitale et ses habitants seraient immédiatement déplacés vers le nord à Phetchabun infesté de paludisme a été accueillie avec une perplexité et un mécontentement quasi universels. L'élite dirigeante du royaume était de plus en plus lassée de Phibun, dont l'intimidation et la rétrogradation des dissidents au sein du gouvernement servaient à unir davantage ses opposants, qui se ralliaient à Pridi.
Même les Japonais fluctuaient à propos de Phibun. La possibilité qu'un projet militaire se cache derrière la tentative de Phibun de déplacer le siège du gouvernement n'a pas été perdue pour les Japonais. À distance, avec la connexion ferroviaire la plus proche à Phitsanulok, à une demi-journée de route, le principal atout de Phetchabun était son aptitude à être une forteresse montagneuse. De plus, le site se trouvait dans une zone où était basée la majorité de l'armée thaïlandaise.
Coïncidant avec les efforts de Phibun pour se distancier des Japonais, l'invasion alliée de l'Italie et la chute de Benito Mussolini ont envoyé des ondes de choc à travers le gouvernement thaïlandais, et une réunion d'urgence du cabinet a été convoquée pour discuter de la situation européenne. Des analogies avec l'Italie se feront bientôt — Badoglio devint une « épithète politique thaïlandaise » de plus en plus populaire, et l'envoyé japonais à Berlin fut conseillé par le Reichsmarschall Göring, qui était un vieil ami de Tōjō et de nombreux généraux thaïlandais à l'Académie militaire prussienne, afin de surveiller de près la Thaïlande, de peur qu'elle ne se transforme en une « Italie orientale».
Malgré le mécontentement intérieur croissant et la méfiance des Japonais, la disparition politique de Phibun ne se produira que l'année suivante.
Pridi, le régent, de son bureau à l'Université Thammasat, dirigeait un mouvement clandestin qui, à la fin de la guerre, avait, avec l'aide alliée, armé plus de 50 000 Thaïlandais pour résister au gouvernement de Phibun et aux Japonais. En 1944, il réussit à organiser le renversement de Phibun, qui fut remplacé par Khuang Aphaiwong, le fils civil d'un noble mineur et lié politiquement à des conservateurs comme Seni. La tâche principale de Khuang était de continuer la mascarade de la collaboration tout en protégeant le mouvement souterrain grandissant. Il y parvint dans une large mesure, convaincant non seulement Nakamura, mais aussi le célèbre Masanobu Tsuji,,.
Au début de 1945, les préparatifs étaient activement poursuivis pour une insurrection contre les Japonais. Les plans pour un soulèvement reposaient sur le succès d'une frappe surprise rapide d'une unité de police spéciale contre la structure de commandement japonaise. Les résidences des officiers supérieurs et les installations de communication japonaises étaient gardées sous surveillance. L'assaut de la police devait être coordonné avec une attaque générale de la 1re armée thaïlandaise partiellement mécanisée contre les troupes japonaises à Bangkok. Des fortifications, sous forme d'abris antiaériens, avaient été creusées à des carrefours clés, et des troupes supplémentaires avaient été amenées dans la ville en petits groupes en tenue civile. La tâche des forces thaïlandaises libres ailleurs serait de contrecarrer les efforts japonais pour renforcer leur garnison de Bangkok en coupant les lignes de communication et en s'emparant des aérodromes.
Pridi devait tenir compte du fait que les Japonais renforçaient leurs forces en Thaïlande, qui deviendrait probablement un front de bataille dans un proche avenir. Auparavant, la plupart des soldats japonais stationnés en Thaïlande étaient des troupes de soutien, mais en décembre 1944, le commandement local était passé du statut de garnison à une armée de campagne. Les Japonais rassemblaient des fournitures et construisaient des fortifications pour un ultime effort défensif à Nakhon Nayok, à environ 100 kilomètres au nord-est de Bangkok.

## Après-guerre

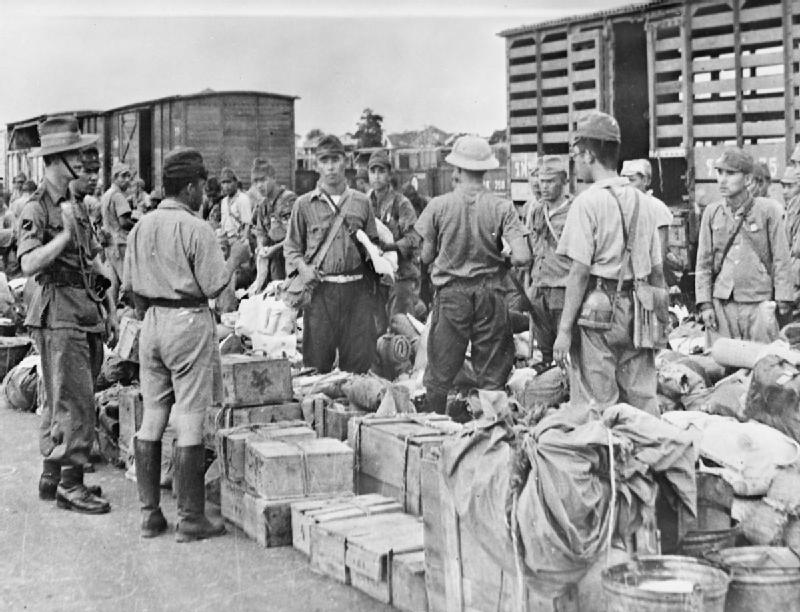
Officier britannique d'un régiment Gurkha supervisant les prisonniers japonais à la gare de Bangkok, septembre 1945.

Les bombardements atomiques et la reddition japonaise ultérieure ont toutefois empêché le soulèvement. Pridi a immédiatement publié une déclaration citant que la déclaration de guerre de Phibun en 1942 était inconstitutionnelle et juridiquement nulle, dispensant ainsi toute nécessité pour la Thaïlande de se rendre. Les forces armées thaïlandaises ont d'abord tenté de désarmer la garnison japonaise, mais Nakamura refusa, arguant que la question revenait aux Alliés. Pendant ce temps, Khuang démissionna, citant son association antérieure avec les Japonais comme un obstacle possible au rapprochement de la Thaïlande avec les Alliés. Un premier ministre par intérim fut trouvé en la personne de Thawi Bunyaket, loyaliste de Pridi.
Début septembre, les principaux éléments de la 7e division d'infanterie indienne du major-général Geoffrey Charles Evans débarquèrent, accompagnés d'Edwina Ashley. Plus tard dans le mois, Seni est revenu de Washington pour succéder à Tawee au poste de Premier ministre. C'était la première fois en plus d'une décennie que le gouvernement était contrôlé par des civils. Mais la ruée des factions pour le pouvoir à la fin de 1945 a créé des divisions politiques dans les rangs des dirigeants civils qui ont détruit leur potentiel de prise de position commune contre la force politique renaissante de l'armée dans les années d'après-guerre.
De plus, les accords d'après-guerre avec les Alliés ont affaibli le gouvernement civil. En raison des contributions apportées aux efforts de guerre alliés par les Forces thaïlandaises libres, les États-Unis se sont abstenus de traiter la Thaïlande en tant que pays ennemi dans les négociations de paix d'après-guerre. Avant de signer un traité de paix, cependant, la Grande-Bretagne exigea des réparations de guerre sous la forme de livraisons de riz à la Malaisie. Un traité de paix anglo-thaïlandais a été signé le 1er janvier 1946 et un traité de paix australo-thaïlandais le 3 avril. La France a refusé d’autoriser l’admission de la Thaïlande aux Nations unies jusqu'à la restitution des territoires indochinois annexés pendant la guerre. L'Union soviétique a insisté sur l'abrogation de la législation anticommuniste.

## Dans la culture populaire
- The Overture (en) est un film thaïlandais de 2004 à la fois tragique-nostalgie musicale-dramatique. Un récit fictif basé sur l'histoire de la vie du musicien de palais thaïlandais Luang Pradit Phairoh (Sorn Silapabanleng). La toile de fond du conte de la vie de Sorn est l'histoire de la musique classique thaïlandaise depuis son âge d'or sous le règne du roi Rama V. Jusqu'au règne du dictateur, le maréchal Plaek Phibunsongkhram, dont le gouvernement a déclaré les mandats culturels thaïlandais, a conduit à l'abolition des spectacles de musique, de danse, de théâtre et de culture thaïlandais traditionnels.
- Khu Kam (en) est un roman thaïlandais écrit par Thommayanti. Il a également été adapté dans un film de 1996, Sunset at Chaopraya, l'histoire traite d'un triangle amoureux, se déroulant à l'époque de la Seconde Guerre mondiale en Thaïlande, et dépeint la romance étoilée entre un officier de la marine impériale japonaise et une femme thaïlandaise impliquée dans la Résistance thaïlandaise.